# Suzanne King
Suzanne King (* 12. Mai 1964 in New Haven) ist eine ehemalige US-amerikanische Skilangläuferin.

## Werdegang
King startete international erstmals bei den Olympischen Winterspielen 1994 in Lillehammer und belegte dort den 51. Platz über 30 km klassisch. Ihre beste Platzierung bei den Nordischen Skiweltmeisterschaften 1995 in Thunder Bay war der 44. Platz über 30 km Freistil. In der Saison 1995/96 nahm sie am Continental-Cup teil. Dabei holte sie fünf Siege und errang zudem vier zweite Plätze. In der folgenden Saison kam sie dabei zweimal auf den zweiten und einmal auf den dritten Rang. Ihr bestes Resultat bei den Nordischen Skiweltmeisterschaften 1997 in Trondheim war der 39. Platz über 15 km Freistil. Im Dezember 1997 holte sie in Canmore über 30 km klassisch ihren sechsten und letzten Sieg im Continental-Cup. Bei den Olympischen Winterspielen in Nagano lief sie auf den 48. Platz über 15 km klassisch, auf den 43. Rang über 30 km Freistil und auf den 15. Platz mit der Staffel. Beim American Birkebeiner wurde sie im Jahr 2003 Vierte. Im Jahr 1993 gewann sie diesen Lauf.

## Siege bei Continental-Cup-Rennen
| Nr. | Datum            | Ort          | Disziplin       | Serie           |
| --- | ---------------- | ------------ | --------------- | --------------- |
| 1.  | 10. Februar 1996 | Thunder Bay  | 5 km Freistil   | Continental-Cup |
| 2.  | 11. Februar 1996 | Thunder Bay  | 15 km klassisch | Continental-Cup |
| 3.  | 19. Februar 1996 | Giants Ridge | 15 km klassisch | Continental-Cup |
| 4.  | 23. Februar 1996 | Canmore      | 5 km Freistil   | Continental-Cup |
| 5.  | 24. Februar 1996 | Canmore      | 30 km klassisch | Continental-Cup |
| 6.  | 7. Dezember 1997 | Canmore      | 30 km klassisch | Continental-Cup |

## Teilnahmen an Weltmeisterschaften und Olympischen Spielen

### Olympische Spiele
- 1994 Lillehammer: 51. Platz 30 km klassisch
- 1998 Nagano: 15. Platz Staffel, 43. Platz 30 km Freistil, 48. Platz 15 km klassisch

### Nordische Skiweltmeisterschaften
- 1995 Thunder Bay: 44. Platz 30 km Freistil, 46. Platz 15 km klassisch, 55. Platz 10 km Freistil Verfolgung, 56. Platz 5 km klassisch
- 1997 Trondheim: 39. Platz 15 km Freistil, 46. Platz 30 km klassisch, 49. Platz 10 km Freistil Verfolgung, 64. Platz 5 km klassisch